# Alhandra (Vila Franca de Xira)
Alhandra ist eine Gemeinde (freguesia) und Kleinstadt (Vila) im Kreis Vila Franca de Xira. Die Gemeinde ist 2,3 km² groß und hat 6049 Einwohner (Stand 30. Juni 2011).

## Geschichte
Seine Gründung wird in der Zeit der maurischen Verwaltung im 8. Jahrhundert vermutet. Seine ersten Stadtrechte (Foral) erhielt der Ort, der zuvor Torre Negra (dt.: Schwarzer Turm) genannt wurde, im Jahr 1203. Alhandra war ein eigenständiger Kreis bis 1855, als es dem Concelho von Vila Franca de Xira angeschlossen wurde.
Alhandra war Teil der Befestigungslinie Linhas de Torres Vedras gegen die napoleonischen Invasionstruppen unter General Massena. Hier fanden 1810 bedeutende Schlachten statt.
Seit Mitte des 19. Jahrhunderts siedelten sich hier eine Reihe von Industriebetrieben an, darunter Textilindustrie und verschiedene Betriebe der Lebensmittelindustrie, bedingt durch die produktive Landwirtschaft (u. a. Reis) und Viehwirtschaft (Wolle) im Gemeindegebiet. Prägend für den Ort war die 1894 gegründete Zementfabrik (heute Cimpor).

## Verkehr
Alhandra liegt an der Linha do Norte.

## Söhne und Töchter
- Afonso de Albuquerque (1453–1515), Seefahrer und Politiker
- José Tomás de Sousa Martins (1843–1897), Arzt und Hochschullehrer
- Helena Costa (* 1978), Fußballspielerin und -trainerin
- Albano Jerónimo (* 1979), Schauspieler
- João José Pereira (* 1987), Triathlet